# 西南军政委员会
西南军政委员会是中华人民共和国成立初期西南地区的最高政权机关，1950年成立。

## 历史
1949年12月中国人民解放军占领重庆后，中央人民政府决定成立西南军政委员会。12月2日，中央人民政府任命刘伯承为西南军政委员会主席。1950年6月28日，又任命贺龙等6人为副主席，丁兆冠等87人为委员。7月27日，西南军政委员会正式在重庆成立，下辖重庆市、四川省、贵州省、云南省、西康省、西藏地方、昌都地区。
1953年3月西南行政委员会成立后，西南军政委员会随即辙销。

## 领导机构
- 主席：刘伯承
- 副主席：贺龙、邓小平、熊克武、龙云、刘文辉、王维舟、宋任穷、卢汉
- 委员：丁兆冠、丁道衡、于江震、文藻青、王天锡、王近山、王家烈、王新亭、王维纲、白小松、安恩溥、朱家璧、艾思奇、但懋辛、何鲁、吕超、宋任穷、李大章、李井泉、李侠公、李根源、李筱亭、李达、邦达海、邦达多吉、周士第、周太玄、周保中、周素园、周欣岳、周兴、段君毅、胡子昂、胡耀邦、夏仲实、夏克刀登、孙志远、徐孝刚、徐崇林、徐嘉瑞、格达、桑吉悦希、张子意、张冲、张国华、张为炯、张际春、张曙时、张霖之、曹荻秋、梁聚五、庄田、郭天民、陈希云、陈曾固、陈筑山、陈赓、陈锡联、陈离、陈铁、彭涛、程子健、黄汲清、杨勇、楚图南、廖志高、廖苏华、裴昌会、潘文华、赵林、刘岱峰、潘朔端、蔡树藩、邓季惺、邓锡侯、郑伯克、凭错旺阶（闵志成）、卢汉、钱信忠、阎红彦、谢富治、钟体乾、鲜英、罗任一、苏振华、龚自知、龚逢春、周林

## 工作机构
秘书长
- 孙志远（1950年6月－1952年）

副秘书长
- 高兴亚（1950年6月－1953年3月）、熊子俊（1950年6月－1953年3月）、周饮岳（1950年6月－1953年3月）

办公厅
- 主任：胡光（1950年6月－1951年）
- 副主任：段云（1950年6月－1953年3月）、犹凤岐（1950年6月－1953年3月）

政治法律委员会
- 主任：王维舟（1952年8月）、周保中（1952年8月－1953年3月）
- 副主任：周兴（1952年8月－1953年3月）、张曙时（1952年8月－1953年3月）、但懋辛（1952年8月－1953年3月）

民政部
- 部长：周保中（1952年8月－1953年3月）
- 副部长：孙雨亭（1950年6月－1953年3月）、王德茂

公安部：
- 部长：周兴（1950年6月－1953年3月）
- 副部长：刘秉琳（1950年6月－1953年3月）、赵苍璧（1950年6月－1953年3月）

司法部
- 部长：但懋辛（1950年6月－1953年3月）
- 副部长：黄新远（1950年6月－1953年3月）

民族事务委员会
- 主任委员：王维舟（1950年6月－1953年3月）
- 副主任委员：张冲（1950年6月－1953年3月）、梁聚五（1950年6月－1953年3月）、桑吉悦希（1950年6月－1953年3月）

人民监察委员会
- 主任：李筱亭（1950年6月－1953年3月）
- 副主任：于江震（1950年6月－1953年3月）、王维纲（1950年6月－1953年3月）、乔钟灵（1950年9月－1953年3月）

财政经济委员会
- 主任：邓小平（1950年6月－1953年3月）
- 副主任：陈希云（1950年6月－1953年3月）、段君毅（1950年6月－1953年3月）、刘岱峰（1950年6月－1953年3月）

财政部
- 部长：陈希云（1950年6月－1953年3月）
- 副部长：贝仲选（1950年6月－1953年3月）、赵立德（1950年6月－1953年3月）、段云（1951年9月－1953年3月）

工业部
- 部长：段君毅（1950年6月－1952年3月）、万里（1952年4月－1953年3月）
- 副部长：万里（1950年6月－1952年4月）、蒋崇璟（1950年6月－1953年3月）、李文彩（1950年6月－1953年3月）、周子祯（1950年6月－1953年3月）

交通部
- 部长：赵健民（1950年6月－1953年3月）
- 副部长：刘星（1950年6月－1953年3月）、穰明德（1950年6月－1953年3月）、萨福均（1950年9月－1953年3月）、傅家选（？）

农村部
- 部长：陈铁（1950年6月－1953年3月）
- 副部长：屈健（1950年6月－1953年3月）、王善铨（1950年6月－1953年3月）

水利部
- 部长：邓锡侯（1950年6月－1952年9月）、饶兴（1952年9月－1953年3月）
- 副部长：陈离（1950年6月－）

合作事业局
- 局长：胡浚泉（1950年6月－1951年10月）、邓辰西（1951年10月－1953年3月）
- 副部长：邓辰西（1950年6月－1951年10月）、严俊（1951年10月－1953年3月）、程容（1952年6月－1953年3月）

贸易部
- 部长：王磊（1950年6月－）
- 副部长：刘卓甫（1950年6月－1953年3月）、黄凉尘（1950年6月－）

劳动部
- 部长：蔡树藩（1950年6月－1953年3月）
- 副部长：李紫翔（1950年6月－）、吕文远（1950年6月－）

粮食部
- 部长：赵立德（1950年6月－1953年3月）

铁路工程局
- 局长：赵健民（？）
- 副局长：萨富均（？）、赵锡纯（？）

中国人民银行西南分行
- 行长：邓辰西（1950年6月－1953年3月）
- 副行长：张茂甫（？）

文化教育委员会
- 主任：楚图南（1950年6月－1953年3月）
- 副主任：张子意（1950年6月－1953年3月）、何鲁（1950年6月－1953年3月）、丁道衡（1950年6月－1953年3月）

文教部
- 部长：楚图南（1950年6月－1953年3月）
- 副部长：任白戈（1950年6月－）、李长路

卫生部
- 部长：钱信忠（1950年6月－）
- 副部长：鲁之俊（1950年6月－1953年3月）、陈文贵（1950年6月－）

新闻出版局
- 局长：廖井丹（－1953年3月）
- 副局长：漆鲁鱼（－1953年3月）、常芝青（－1953年3月）

人事局
- 局长：董新山（1950年6月－1953年3月）
- 副局长：王直哲（1950年6月－1953年3月）

土地改革委员会
- 主任：张际春（1951年9月－1953年3月）

中央人民政府最高人民法院西南分院
- 院长：张曙时（1950年6月－1954年11月）
- 副院长：崔国翰（1950年6月－1954年11月）

中央人民政府最高人民检察署西南分署
- 检察长：周兴（1950年6月－1954年11月）